# Doherty
Doherty ist die anglisierte Form eines ursprünglich irischen Familiennamens, abgeleitet von dem irischen Clan O’Dochartaigh.

## Namensträger
- Berlie Doherty (* 1943), britische Schriftstellerin
- Catherine Doherty (1896–1985), US-amerikanische Sozialarbeiterin und Autorin
- Charles Joseph Doherty (1855–1931), kanadischer Politiker und Jurist
- David Doherty (* um 1950), nordirischer Badmintonspieler
- Denny Doherty (1940–2007), kanadischer Sänger
- Earl Doherty (* 1941), kanadischer Historiker und Sprachwissenschaftler
- Edward Doherty (1890–1975), US-amerikanischer Schriftsteller und Drehbuchautor
- Erin Doherty (* 1992), britische Schauspielerin
- Gerard Doherty (* 1981), irischer Fußballtorhüter
- Henry L. Doherty (1870–1939), US-amerikanischer Unternehmer
- Hugh Doherty (Mediziner) († 1891), britischer Mediziner und Universalgelehrter
- Hugh Laurence Doherty (1875–1919), englischer Tennisspieler, siehe Laurence Doherty
- Jim Doherty (* 1939), irischer Jazzmusiker
- Joe Doherty (* 1955), nordirisches IRA-Mitglied
- John Doherty (Gewerkschafter) (1798–1854), irischer Gewerkschafter
- John Doherty (Fußballspieler) (1935–2007), englischer Fußballspieler
- John Doherty (Badminton) (* um 1940), US-amerikanischer Badmintonspieler
- John Doherty (Leichtathlet) (* 1961), irischer Langstreckenläufer
- Kate Doherty (* 1997), irische Sprinterin
- Kathleen A. Doherty (* 1963), US-amerikanische Diplomatin
- Ken Doherty (Leichtathlet) (John Kenneth Doherty; 1905–1996), US-amerikanischer Zehnkämpfer
- Ken Doherty (* 1969), irischer Snookerspieler
- Kevin Doherty (* 1958), kanadischer Judoka
- Kieran Doherty (1955–1981), nordirisches IRA-Mitglied
- Laurence Doherty (Hugh Laurence Doherty; 1875–1919), englischer Tennisspieler
- Len Doherty (* 1930), britischer Schriftsteller
- Martin Doherty (* 1982), schottischer Musiker, Sänger und Plattenproduzent
- Matt Doherty (* 1992), irischer Fußballspieler
- Monika Doherty (* 1939), deutsche Übersetzungswissenschaftlerin, siehe Judith Macheiner
- Pat Doherty (* 1945), irischer Politiker
- Patrick J. Doherty (* um 1965), pensionierter Generalmajor der US Air Force
- Paul Doherty (* 1946), britischer Schriftsteller
- Pearse Doherty (* 1977), irischer Politiker
- Peter Doherty (Fußballspieler) (1913–1990), nordirischer Fußballspieler und -trainer
- Peter Doherty (Mediziner) (Peter Charles Doherty; * 1940), australischer Mediziner und Immunologe
- Peter Doherty (Musiker) (auch Pete Doherty; * 1979), britischer Rockmusiker
- Regina Doherty (* 1971), irische Politikerin
- Reginald Doherty (1872–1910), englischer Tennisspieler
- Richard Doherty, nordirischer Autor, Journalist und Historiker
- Robert J. Doherty (1924–2019), US-amerikanischer Fotograf, Bildwissenschaftler und Museumsdirektor
- Ryan Doherty (* 1984), US-amerikanischer Beachvolleyballspieler und Baseballspieler
- Sally Doherty, britische Sängerin und Musikerin
- Seán Doherty (Politiker) (1944–2005), irischer Politiker
- Sean Doherty (Biathlet) (* 1995), US-amerikanischer Biathlet
- Shannen Doherty (1971–2024), US-amerikanische Schauspielerin
- Terence Doherty († 2012), US-amerikanischer Leichtathlet
- Thomas Doherty (* 1995), schottischer Schauspieler
- Timothy Lawrence Doherty (* 1950), US-amerikanischer Geistlicher, Bischof von Lafayette
- William H. Doherty (1907–2000), amerikanischer Elektroingenieur
- Willie Doherty (* 1959), irischer Fotograf und Videokünstler